# NGC 140
NGC 140 es una galaxia espiral localizada en la constelación de Andrómeda. Fue descubierta por Truman Henry Safford el 8 de octubre de 1866 y luego independientemente por Edouard Stephan en 1882.

## Información histórica
El descubrimiento de Safford en 1866 se publicó en el apéndice de un artículo oscuro. Dieciséis años después, el 5 de noviembre de 1882, Edouard Stephan descubrió el mismo objeto, pero desconocía el descubrimiento anterior de Safford. La versión del catálogo de Wolfgang Steinicke enumera a Safford como el descubridor.